# Casper - Il film
Casper - Il film (Casper's Haunted Christmas) è un film d'animazione direct-to-video del 2000 diretto da Owen Hurley, basato sui cartoni animati e fumetti con protagonista Casper.

## Trama
Kibosh, il perfido re dei fantasmi, decreta e minaccia Casper che deve spaventare qualcuno prima del giorno di Natale o verrà esiliato nel Regno del Buio Assoluto, insieme con i suoi zii per l'eternità. Per assicurarsi che ciò accada, confisca le licenze del Trio Spettrale e le getta nella città influenzata del Natale Kriss, nel Massachusetts, dove incontrano la famiglia Jollimore. Quando il buon comportamento di Casper inizia ad agire, che include l'amicizia con la figlia della famiglia, Holly, il Trio Spettrale chiama il cugino di Casper, Spooky e la sua ragazza Poil, per fare il lavoro.

## Doppiaggio
| Personaggio | Doppiatore originale | Doppiatore italiano |
| ----------- | -------------------- | ------------------- |
| Casper      | Brendan Ryan Barrett | Federica Valenti    |
| Ciccia      | Graeme Kingston      | Riccardo Peroni     |
| Molla       | Scott McNeil         | Sergio Romanò       |
| Puzza       | Terry Klassen        | Pino Pirovano       |
| Poil        | Tabitha St. Germain  | Giusy Di Martino    |
| Spooky      | Samuel Vincent       | Patrizia Scianca    |